# John McKenna
John McKenna (County Monaghan, 1855. január 3. – Liverpool, 1936. március 22.) üzletember, a Liverpool első vezetőedzője William E. Barclay-jel közösen, 1892 és 1896 között.